# آنجلا (نام)
آنجلا یا آنگلا (به انگلیسی: Angela) نامی زنانه با پیشینه‌ای مسیحی و برگرفته از نام یونانی آنجلوس (به یونانی: ἄγγελος) به معنی فرشته یا فرستاده خدا است. 
این نام می‌تواند به افراد زیر اشاره داشته‌باشد:

## افراد
هنرمندان
- آنجلا باست، بازیگر آمریکایی
- آنجلا لنسبوری، تهیه‌کننده، صداپیشه، بازیگر، نویسنده، و خواننده آمریکایی
- آنجلا سارافیان، هنرپیشه ارمنی-آمریکایی
- آنجلا گورگیو، خواننده رومانیایی
- آنجلا لیندوال، بازیگر آمریکایی
- آنجلا مائو، بازیگر تایوانی
- آنجلا زواری، بازیگر هندی-انگلیسی
- آنجلا ریچاردز، بازیگر بریتانیایی
- آنجلا اسخیف، بازیگر هلندی
- آنجلا آمس، بازیگر آمریکایی
- آنجلا ملیلو، بازیگر ایتالیایی
- آنجلا فیدراستون، بازیگر کانادایی
- آنجلا کامپانلا، بازیگر ایتالیایی
- آنجلا پاتون، بازیگر آمریکایی
- آنجلا کاواگنا، خواننده ایتالیایی
- آنجلا کینزی، بازیگر آمریکایی
- آنجلا بتیس، بازیگر و کارگران آمریکایی
- آنجلا کارتر، فیلمنامه‌نویس، زبان‌شناس، و نویسنده بریتانیایی
- آنجلا واتسون، بازیگر آمریکایی
- آنجلا بارالدی، خواننده و بازیگر ایتالیایی
- آنجلا فینوکیارو، بازیگر ایتالیایی
- آنجلا پان، هنرپیشه هنگ کنگی
- آنجلا رابینسون، تدوینگر و کارگردان آمریکایی
- آنجلا کارترایت، بازیگر بریتانیایی
- آنجلا جونز، بازیگر آمریکایی
- آنجلا گودوین، بازیگر ایتالیایی
- آنجلا اسکولار، بازیگر بریتانیایی
- آنجلا پلزنس، بازیگر بریتانیایی
- آنجلا گوتالس، بازیگر آمریکایی
- آنجلا لوچه، خواننده و بازیگر ایتالیایی
- آنجلا آلوارادو، بازیگر آمریکایی
- آنجلا استیونز، بازیگر آمریکایی
- آنجلا ویسر، بازیگر هلندی
- آنجلا لیتل، هنرپیشه آمریکایی
- آنجلا مولینا، بازیگر اسپانیایی
- انجلا فانگ، مانکن، هنرپیشه و کشتی‌گیر حرفه‌ای اهل کانادا
- آنجلا بویی، هنرپیشه و مدل آمریکایی
- انجلا هیوئیت، نوازنده پیانو کانادایی
- ماری‌آنجلا جوردانو، بازیگر ایتالیایی
- انجلا تریمبر، بازیگر آمریکایی
- آنجلا سوسن ان هریسن، نویسنده و هنرمند کانادایی
- ماری‌آنجلا ملاتو، بازیگر ایتالیایی
- آنگلا وینکلر، بازیگر آلمانی
- آنگلا شانیلیک، فیلمنامه‌نویس، بازیگر، و کارگردان آلمانی
- آنگلا گوسو، خواننده آلمانی
- آنگلا لیچکف، نویسنده و شاعر آلمانی

ورزشکاران
- آنجلا کافلن، شناگر کانادایی
- آنجلا هاکلز، فوتبالیست آمریکایی
- آنجلا بنکز، بازیکن فوتبال انگلیسی
- آنجلا بارنول، شناگر بریتانیایی
- آنجلا روگیرو، بازیکن هاکی روی یخ آمریکایی
- آنجلا مارینو، بازیکن بسکتبال استرالیایی
- آنجلا آلوپی، قایقران روئینگ اهل رومانی
- آنجلا دونالد، ژیمناست استرالیایی
- آنگلا مورتیمر، بازیکن تنیس بریتانیایی
- آنگلا بوکستون، بازیکن تنیس بریتانیایی
- آنگلا هاینز، بازیکن تنیس آمریکایی
- آنگلا نیمت، پرتاب‌گر نیزه اهل مجارستان
- آنگلا فوگت، ورزشکار پرش طول اهل آلمان
- آنگلا فرانکه، شناگر آلمانی

فعالان سیاسی
- آنجلا آود، فعال حقوق بشر آرژانتینی
- آنجلا دیویس، فعال سیاسی، پژوهش‌گر، و نویسنده آمریکایی
- آنگلا مرکل، صدراعظم آلمان

بازیگر پورنوگرافی
- آنجلا وایت، بازیگر پورنوگرافی استرالیایی
- آنجلا سامرز، بازیگر پورنوگرافی آمریکایی

دیگر
- آنجلا پونسه، مدل و ملکه زیبایی اسپانیایی
- آنجلا بلچر، دانشمند آمریکایی
- آنجلا دی. فریدریچی، عصب‌روان‌شناسی و زبان‌شناسی آلمانی
- آنجلا بیسلی استارلینگ، بنیانگذار ویکیا
- آنجلا رویز روابلس، معلم و مخترع اسپانیایی
- انجلا برالی، مدیرعامل ول‌پوینت
- آنگلا هیتلر، خواهر ناتنی آدولف هیتلر